# 全国高校生英語ディベート連盟
一般社団法人全国高校生英語ディベート連盟（ぜんこくこうこうせいえいごディベートれんめい、英: All Japan High School English Debate Association、通称: HEnDA）は、日本の高校英語ディベート界の草分けとして活動する団体。
日本の高等学校英語教育の進展・充実を目的とし、高等学校の英語教員と大学教員がチームとなって立ち上げた。現在では、文部科学省や全国の都道府県教育委員会、高校英語教育研究団体等からの支援を受け、全国の英語ディベートの講習会やセミナーを行うなど裾野の拡充に寄与している。

## 沿革
2006年12月から始まった全国大会は、2019年12月には第14回大会を迎えている。全国大会では39都道府県約300校から地区代表が勝ち抜き、毎年500名を超える高校生が参加している。